# Itheum vittigerum
Itheum vittigerum är en skalbaggsart som beskrevs av Francis Polkinghorne Pascoe 1864. Itheum vittigerum ingår i släktet Itheum och familjen långhorningar. Inga underarter finns listade i Catalogue of Life.